# ARP 2500

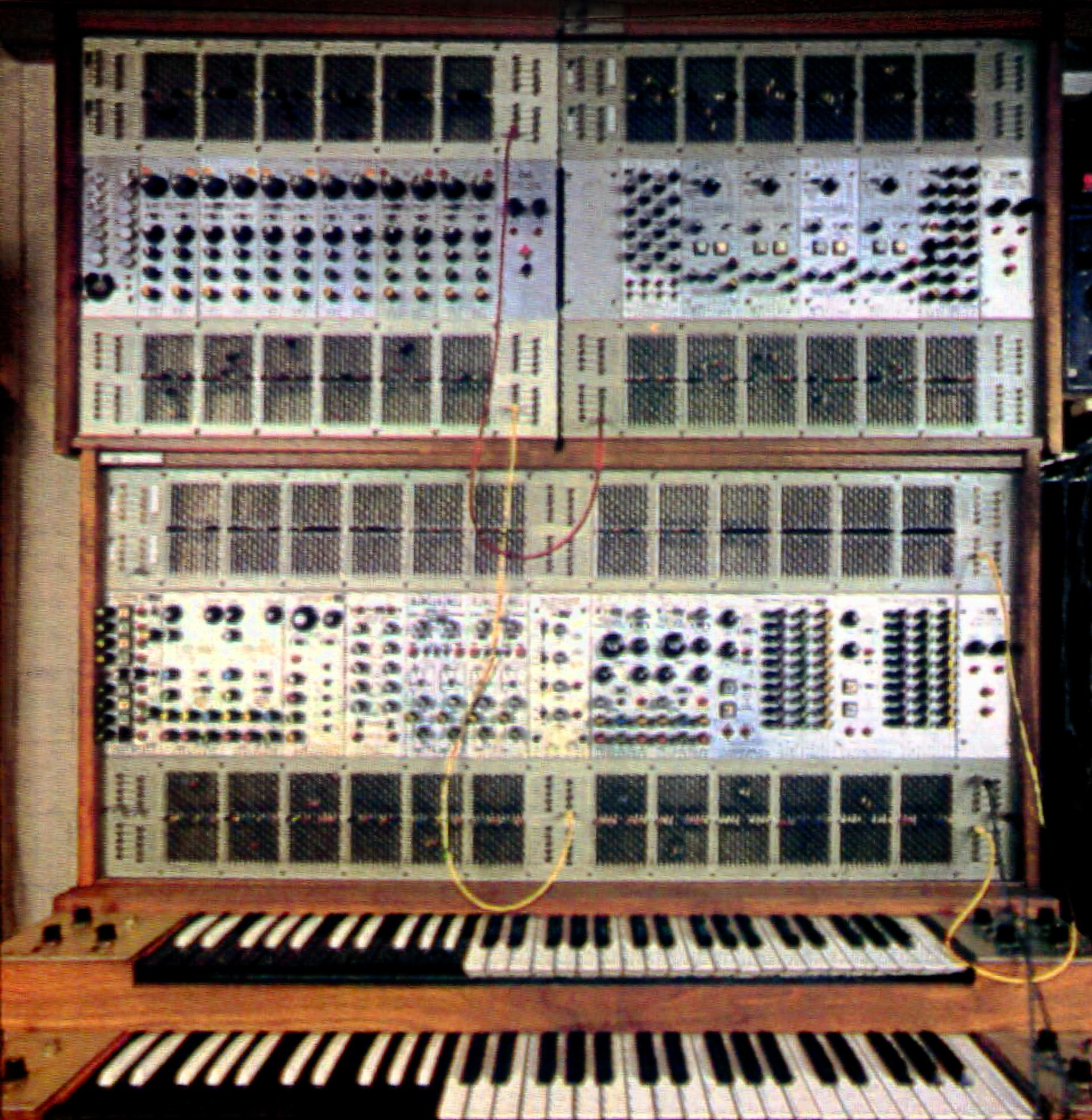
Arp2500.

O ARP 2500 é um sintetizador modular analógico monofônico equipado com um conjunto de chaves de matriz deslizante acima de cada módulo. Estes são o principal método de interconexão de módulos. É o primeiro produto da ARP Instruments, Inc., e foi construído de 1970 a 1981.